# Igreja Católica em Madagascar
A Igreja Católica em Madagascar (em português brasileiro) ou Madagáscar (português europeu) é parte da Igreja Católica universal, em comunhão com a liderança espiritual do Papa, em Roma, e da Santa Sé.

## História
Distinto da África, devido à sua separação do continente, Madagascar era originalmente habitado por povos indo-melanésios e malaios, enquanto bantus, árabes, indianos e chineses chegaram à ilha entre os séculos X e XIV. Madagascar foi descoberto por portugueses em 1500. Entre o ano da descoberta e meados do século XVIII, missionários católicos, especialmente os vicentinos, em 1648, fizeram tentativas frustradas de evangelização, e tiveram seus esforços interrompidos pela atividade pirata ao longo da costa. O bispo Henri de Solages, prefeito apostólico, trabalhou por alguns anos com pouco sucesso até sua morte em 1832. Apesar das hostilidades provindas das tribos locais, os jesuítas conseguiram chegar em 1845, e penetraram na capital Antananarivo. Em 1850, os jesuítas foram confiados à Prefeitura Apostólica de Madagascar, que foi elevada a vicariato apostólico em 1885. A região depois passou a ser uma colônia francesa.
Durante o reinado de Ranavalona I, os católicos, e cristãos em geral, foram perseguidos pela rainha, que também expulsou missionários estrangeiros e matou muitos católicos. No reinado de sua sucessora, aderente do protestantismo, Ranavalona II a evangelização foi autorizada em toda a ilha. Entre 1885 e 1895, as guerras entre as tribos nativas e as tropas francesas interromperam a missão, porém a evangelização seguiu sem interrupção. Os missionários muitas vezes tentavam compreender as características das religiões nativas para ensinar a fé católica de uma forma mais compreensível às tribos locais.

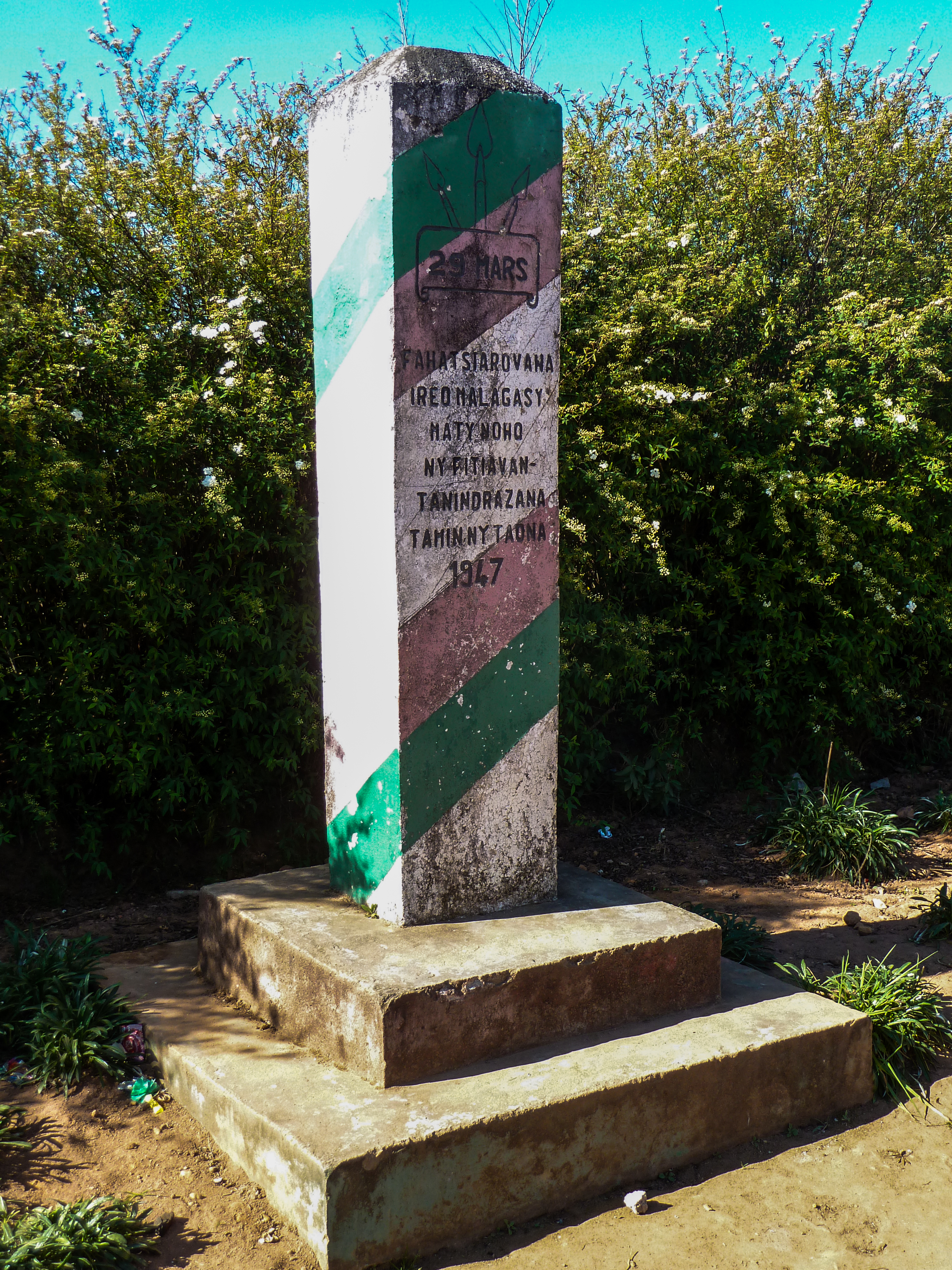
Monumento em homenagem à Revolta Malgaxe de 1947.

A ilha foi destacada e confiada aos vicentinos como Vicariato de Madagascar Meridional. O Vicariato de Madagascar Setentrional, criado em 1898, foi confiado aos Padres Espiritanos. Outros religiosos ativos na região incluíam os trinitários, Missionários de La Salette, Padres de Montfort, Capuchinhos, Congregação da Sagrada Família e Assuncionistas.
Em 1900, havia quase 100.000 católicos na ilha. Após a Primeira Guerra Mundial foi realizada uma reorganização territorial da ilha, e mais vicariatos apostólicos foram criados, sendo confiados a diversas ordens religiosas. Os primeiros nove padres malgaxes foram ordenados em 1925 e o primeiro bispo nativo em 1936. A Revolta Malgaxe de 1947 veio a ocorrer em resposta à adesão do país à União Francesa, e surtiu pouco efeito nas missões. As agitações que lutavam pela independência também tiveram pouco efeito em despertar sentimentos anticatólicos. A hierarquia foi estabelecida em 1955, com a Arquidiocese de Antananarivo sendo a única sé metropolitana. Uma outra reorganização, em 1958, dividiu a ilha em três províncias eclesiásticas, e a capital foi confiada aos jesuítas. Depois que Madagascar conquistou a independência da França em 26 de junho de 1960, e se tornou a República Malgaxe, foi criada uma Delegação Apostólica para Madagascar e as ilhas Reunião e Maurício.
A evangelização na ilha seguiu sendo bem-sucedida ao longo do século XX; um reflexo disso foi a grande quantidade de vocações surgidas no período, tanto de homens, quanto de mulheres. Durante a segunda metade desse período, o país foi atingido por problemas econômicos que resultaram em desestabilização política, com várias mudanças nos governos e em precarização da infraestrutura. Nas décadas de 1980 e 1990, a Igreja deu voz àqueles que defendiam que o Presidente Didier Ratsiraka concentrasse sua atenção em programas sociais.
Em fevereiro de 1997 Ratsiraka voltou à presidência. Em abril de 2000, ele respondeu a um chamado de líderes da Igreja e libertou 3.000 prisioneiros políticos — muitos deles menores de idade ou idosos — como resposta a um apelo do Papa São João Paulo II. Os bispos malgaxes elogiaram o esforço do presidente como um "gesto significativo de reconciliação para o Ano Santo".

## Atualmente
Em uma declaração dada ao jornal oficial do Vaticano, L'Osservatore Romano, o bispo de Ambanja, Dom Rosario Vella, afirmou que "a Igreja Católica em Madagascar é viva, forte e cheia de jovens que garantem um futuro promissor e rico de bons propósitos, mas a corrupção e, sobretudo, a pobreza ameaçam pôr o país de joelhos". Normalmente, o governo malgaxe garante a educação pública apenas nas cidades, fazendo com que a Igreja tenha muita atuação com escolas próprias nas regiões rurais e distantes dos centros urbanos.
Em 18 de junho de 2005, os bispos malgaxes fizeram uma visita ad limina apostolorum ao Papa Bento XVI no Vaticano. Em seu discurso a eles, o Sumo Pontífice afirmou:
| “ | O nosso ministério episcopal exige que ajudemos os fiéis que nos estão confiados a adquirir uma fé esclarecida, enraizada no encontro íntimo com Cristo. Deve ser Ele a medida de tudo, permitindo discernir onde está a verdade, para enfrentar os problemas de hoje numa fidelidade autêntica ao seu ensinamento. Nesta perspectiva, a inculturação da fé na cultura malgaxe deve ser o objetivo principal. O acolhimento da modernidade não exclui este enraizamento, mas ao contrário exige-o. | ” |
|   | — Discurso do Papa Bento XVI aos bispos de Madagascar em sua visita ad limina apostolorum. |   |

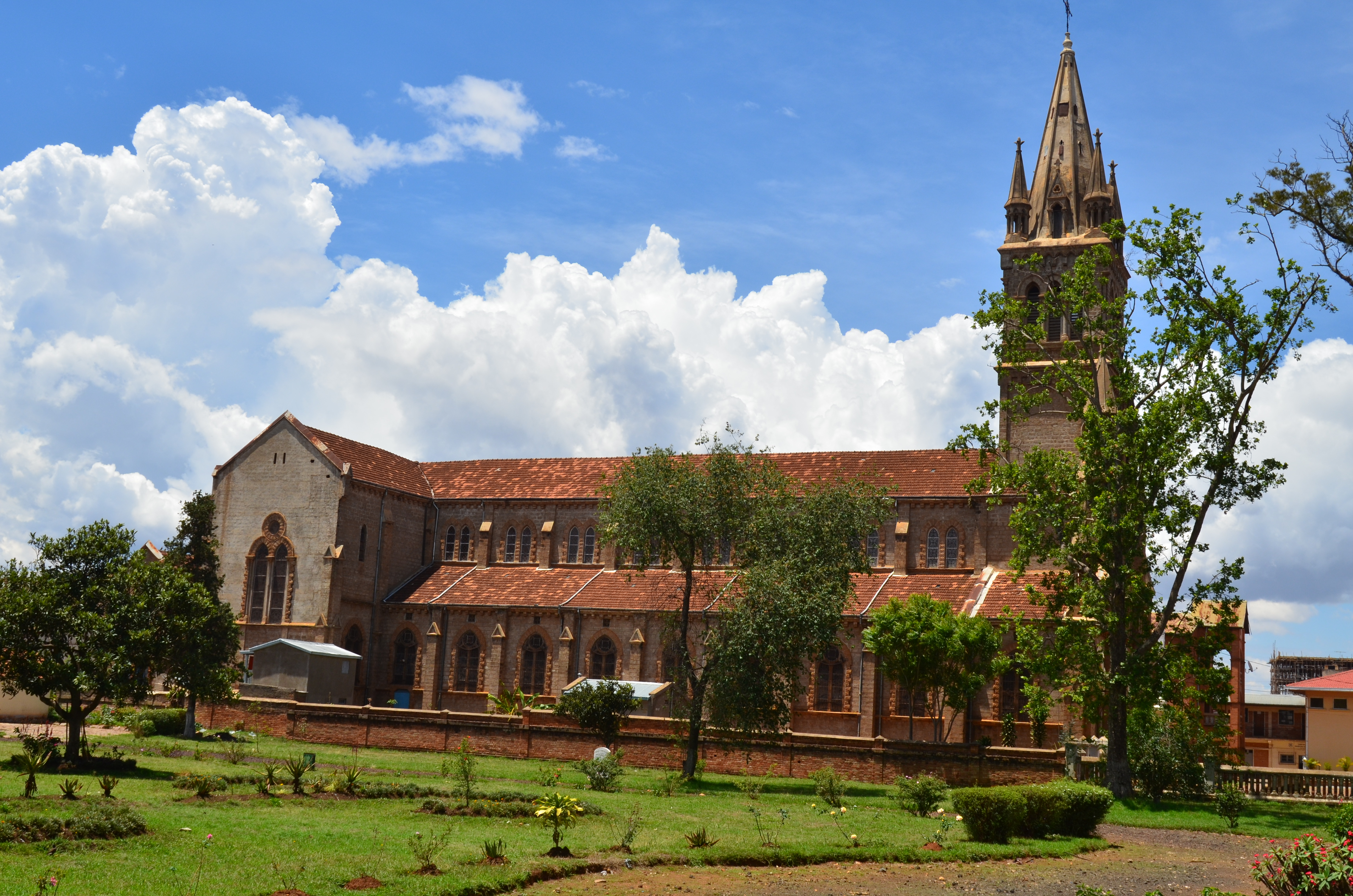
Catedral de Antsirabé.

Já na visita episcopal ad limina apostolorum de 28 de março de 2014, o Papa Francisco afirmou sobre a Igreja em Madagascar:
| “ | Queridos irmãos, o vosso país desde há muitos anos atravessa um período difícil e vive sérias dificuldades socioeconômicas. Vós exortastes toda a sociedade a levantar-se para construir um futuro novo. Não posso deixar de vos encorajar a ocupar todo o vosso espaço neste trabalho de reconstrução, no respeito dos direitos e deveres de cada indivíduo. | ” |
|   | — Discurso do Papa Francisco aos bispos de Madagascar em sua visita ad limina apostolorum. |   |

Em 2016, foi registrado aumento do número de ataques contra igrejas e contra os cristãos. O primeiro-ministro falou de "uma conspiração contra a Igreja e o Estado". Os ataques se referiam a roubos de bens religiosos, como os sinos das igrejas. As hipóteses levantadas é de que a motivação desses roubos seja o grande valor econômico dos sinos, e de que poderia se tratar de uma tentativa de diminuir as atividades da Igreja, e até mesmo que certos grupos pagaram a criminosos locais para que lhes entreguem os sinos. A situação melhorou em 2017, não tendo havido mais incidentes reportados.
Foi levantada a suspeita de que a Arábia Saudita, o Paquistão, e principalmente a Turquia, estariam envolvidos na chegada em larga escala de estrangeiros muçulmanos a Madagascar, com intuito de aumentar a influência islâmica no país.
Em 12 de novembro de 2016, o Irmão Prestome, membro da Congregação do Sagrado Coração em Ankaboka, foi raptado por três homens armados enquanto a comunidade se reunia. O ataque teria sido realizado porque o religioso é albino. Foi libertado alguns dias depois. No dia 1 de abril de 2017, cinco irmãs religiosas foram estupradas quando bandidos atacaram o convento de Notre Dame de la Salette em Antsirabe. Eles também roubaram dinheiro e objetos de valor do convento. Já no dia 22  desse mesmo mês e ano, bandidos armados atacaram a paróquia de Ambendrana Antsohihy, matando o Padre Lucien Njiva, um capuchinho, e ferindo um diácono que estava com ele. Aparentemente, a intenção dos atacantes era roubar o sino da igreja. Dois antigos polícias foram detidos por ligação com o crime.
Uma igreja foi invadida e profanada em julho de 2018, tendo suas cruzes sido viradas de cabeça para baixo, esmagando a figura de Jesus crucificado e atirando objetos litúrgicos no chão. Já em fevereiro de 2019, um sacerdote foi assassinado no caminho de sua casa, após levar a comunhão a um doente. Testemunhas informaram que os bandidos tinham pedido dinheiro ao padre antes de o espancar e de alvejá-lo. Em 2020, devido à pandemia de COVID-19, as igrejas fecharam em todo o país.
Durante uma entrevista à Fundação Ajuda à Igreja que Sofre em março de 2020, o cardeal malgaxe, Arcebispo de Toamasina, Désiré Tsarahazana, advertiu que uma forma extremista do Islamismo estava "a instalar-se em massa em Madagascar", e que "no norte [de Madagascar] dão dinheiro às mulheres para usarem o véu completo, a burqa, nas ruas, a fim de publicitarem a expansão do islamismo no país". O norte de Madagascar tem sido alvo do patrocínio dos que almejam ver a islamização do local, e já há um plano de construção de 2.600 mesquitas no país. O arcebispo apontou a pobreza como a razão pela qual os locais estavam se convertendo ao Islã, atraídos pelo dinheiro que iriam receber.

## Organização territorial

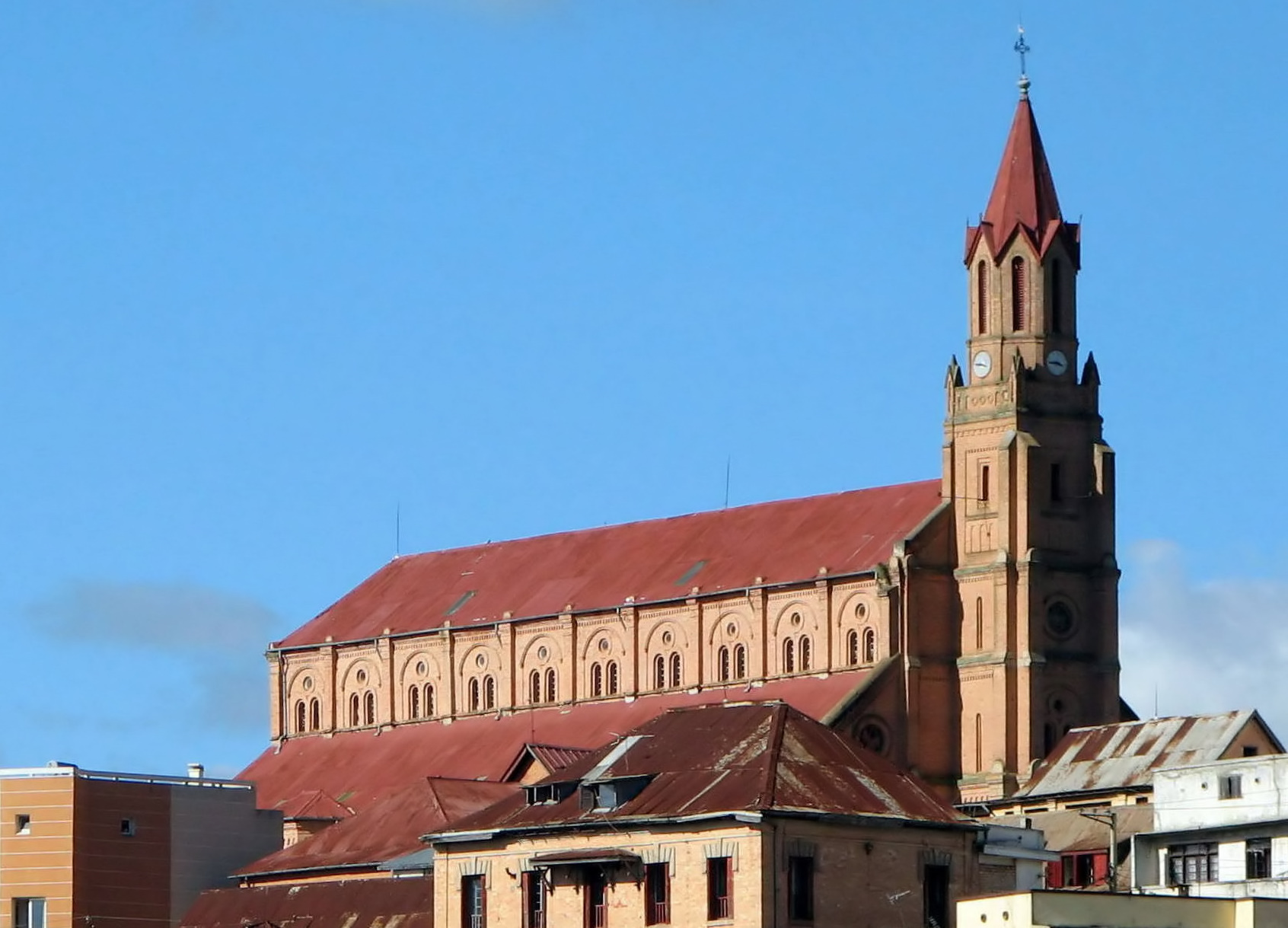
Igreja em Antananarivo.

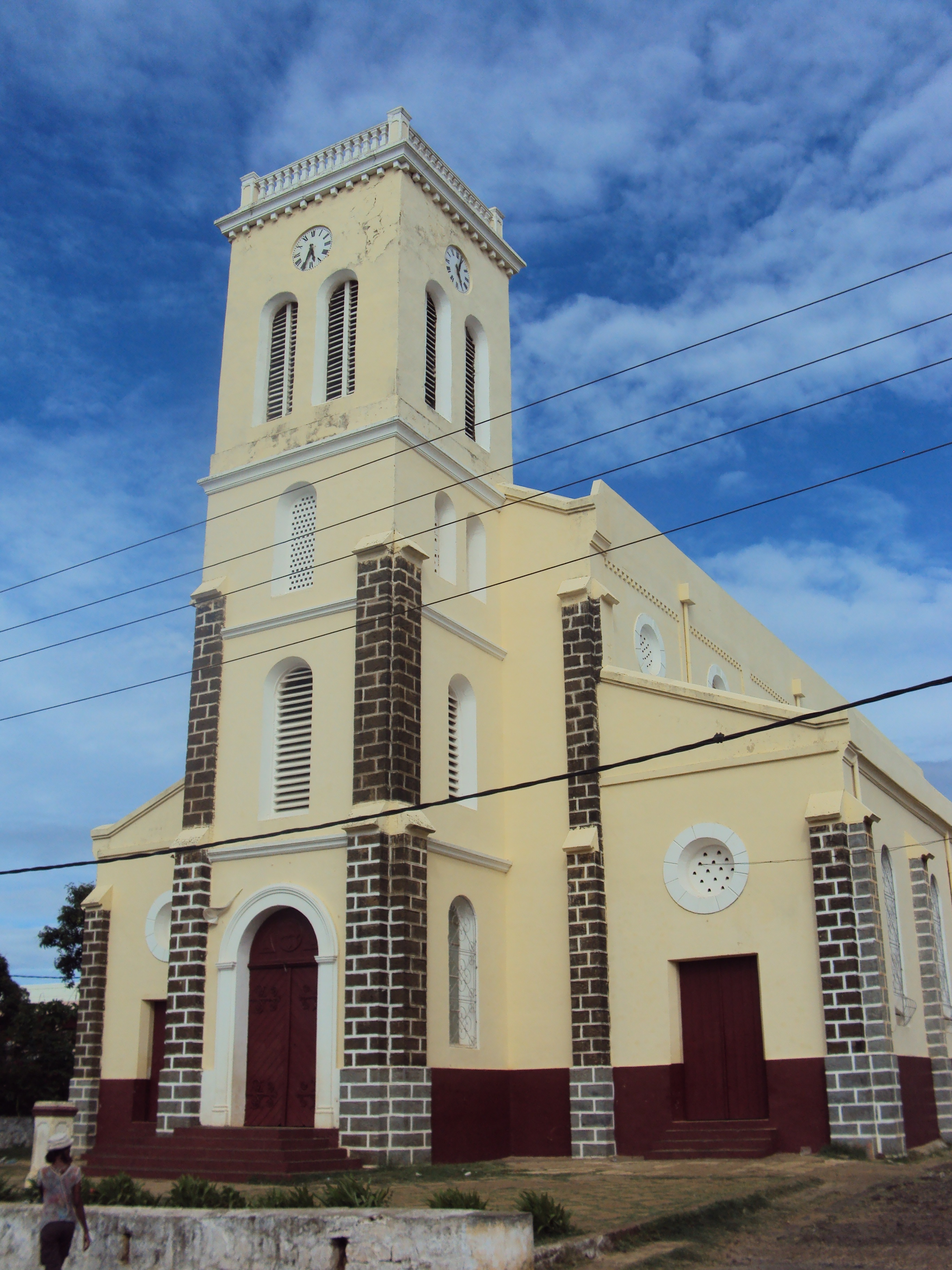
Catedral de Antsiranana.

O catolicismo está presente no país com cinco arquidioceses e 17 dioceses. Segue abaixo a lista das arquidioceses com suas respectivas sufragâneas:
- Arquidiocese de Antananarivo
  - Diocese de Antsirabé
  - Diocese de Maintirano
  - Diocese de Miarinarivo
  - Diocese de Tsiroanomandidy
- Arquidiocese de Antsiranana
  - Diocese de Ambanja
  - Diocese de Mahajanga
  - Diocese de Port-Bergé
- Arquidiocese de Fianarantsoa
  - Diocese de Ambositra
  - Diocese de Farafangana
  - Diocese de Ihosy
  - Diocese de Mananjary
- Arquidiocese de Toamasina
  - Diocese de Ambatondrazaka
  - Diocese de Fenoarivo Atsinanana
  - Diocese de Moramanga
- Arquidiocese de Toliara
  - Diocese de Morombe
  - Diocese de Morondava
  - Diocese de Tôlagnaro

## Conferência Episcopal
A reunião dos bispos do país forma a Conferência Episcopal de Madagascar, que foi criada em 1965.

## Nunciatura Apostólica
A Delegação Apostólica de Madagascar foi criada em 1960, tornando pró-nunciatura apostólica em 1967, e por fim elevada a nunciatura apostólica em 1996. Em 18 de dezembro de 2008, ao se encontrar com o novo embaixador de Madagascar junto à Santa Sé, Rajaonarivony Narisoa, o Papa Bento XVI afirmou o seguinte sobre a Igreja Católica no país:
| “ | A Igreja Católica deseja dar a contribuição que lhe é própria. Ela está presente em Madagáscar há séculos e é maioritariamente malgaxe. Os católicos malgaxes, leigos e membros da hierarquia eclesiástica, partilham os sofrimentos e as esperanças da população. [...]. A Igreja deu grandes figuras que se distinguiram pela sua caridade e amor por Madagáscar. Penso de modo particular na beata Victória Rasoamanarivo e no venerável Frei Raphaël-Louis Rafiringa, cuja causa progride. Tenho a certeza de que as jovens gerações encontrarão neles modelos sempre actuais para serem seguidos e imitados. | ” |
|   | — Papa Bento XVI ao embaixador de Madagascar na Santa Sé, Rajaonarivony Narisoa. |   |

## Visitas Papais
O país foi visitado pelo Papa São João Paulo II em 1989, juntamente com outros lugares: Zâmbia, Malaui, Reunião. O Papa Francisco também visitou Madagascar entre os dias 6 e 9 de setembro de 2019, juntamente com Maurício e Moçambique. A confirmação da viagem aconteceu poucos dias após o Papa Francisco anunciar uma doação no valor de 150 mil euros para ajudar as vítimas do ciclone Idai, que matou mais de 700 pessoas em Moçambique, Zimbábue e Malauí. "O povo malgaxe saberá expressar toda a sua gratidão ao Santo Padre. E sua presença em solo malgaxe fortalecerá os sentimentos de unidade nacional, de amor e de esperança", escreveu Désiré Tsarahazana, presidente da Conferência Episcopal de Madagascar. O pontífice abordou as violações dos direitos humanos na região em seus discursos e homilias, bem como a pobreza e a corrupção. Duzentos muçulmanos voluntariaram-se juntamente com milhares de católicos para preparar a chegada do Papa.

## Santos

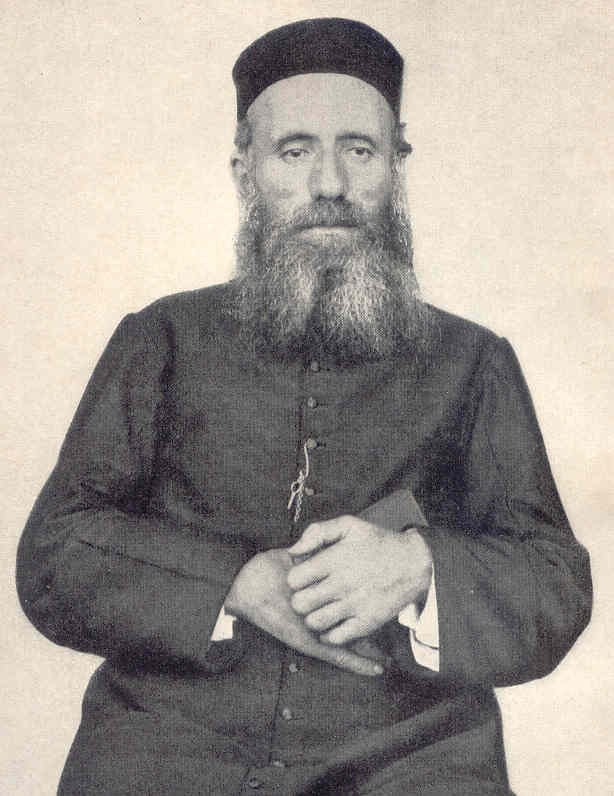
São Jacques Berthieu.

- Jacques Berthieu, SJ, nascido em Polminhac, França, e considerado o apóstolo de Madagascar.[22][23]

### Beatos
- Jan Beyzym, SJ, nascido em Beyzymy Wielkie, atual Ucrânia, viveu em Fianarantsoa, e é conhecido como o apóstolo dos leprosos de Madagascar. Foi o primeiro sacerdote a viver entre as vítimas da doença de Hansen na história das missões de Madagascar.[24][25]
- Lucien Botovasoa, OFS, professor. Acabou sendo executado por alguns de seus próprios ex-alunos, durante uma revolta contra as influências europeias em Madagascar, em 14 de abril de 1947.[26][27]
- Raphaël Rafiringa, evangelizador e tradutor da Bíblia e outros textos sagrados para o malgaxe.[28]
- Victoire Rasoamanarivo, primeira pessoa malgaxe a ser beatificada, foi grande evangelizadora do país, e passava seis a sete horas por dia em oração, e realizava obras de caridade para os pobres, abandonados, prisioneiros e leprosos.[29][30]